# F/V Scandies Rose
F/V Scandies Rose (Fishing Vessel Scandies Rose) var ett krabbfiskefartyg byggt år 1978 av Bender Shipbuilding i Mobile, Alabama. Ursprungligen döpt Enterprise, registrerades hon i Dutch Harbor, Alaska. Hon fiskade efter trollkrabbor, snökrabbor och stillahavstorsk i både Berings hav och Alaskagolfen. Fartyget blev mer välkänt då dess kapsejsning uppmärksammades på tv-programmet Dödlig fångst.
31 december 2019, klockan 22:00 (AST) mottog USA:s kustbevakning i Kodiak ett nödanrop från båten, som vid det här laget befann sig cirka 4 kilometer (2,5 miles) från Sutwik Island. Endast minuter senare sjönk fartyget. Fem av de sju personerna ombord omkom, bara två hittades och räddades av kustbevakningen. Enligt de två besättningsmännen hade det börjat samlas is på styrbords sida mellan 02:00 och 08:00. Klockan 20:37 hade ansamlingen av is orsakat en tjugogradig slagsida. I ett försök att hitta skydd sydost om Sutwik Island förvärrades slagsidan då båten ändrade riktning. Området som Scandies Rose befann sig i, nära Aleuterna, är ökänt för så kallade "williwaws", starka och plötsliga katabatiska vindar orsakade av den unika geografin. Då fartyget mötte williwaws från styrbord mildrade vindarna slagsidan, men när Scandies Rose ändrade riktning så mötte vindarna i stället babords sida och förvärrade slagsidan. Detta i kombination med isen på styrbords sida gav upphov till så pass mycket obalans att fartyget kapsejsade.

## Bakgrund
Scandies Rose byggdes år 1978 av Bender Shipbuilding i Mobile, Alabama. Fartyget konstruerades specifikt för krabbfiske med tinor. Efter en inspektion genomförd 2019 ansågs båten vara ett exempel på "extraordinärt hantverk", som med material och design kunde mäta sig med de bästa fiskebåtarna på den amerikanska västkusten. På sommaren fiskade hon efter stillahavstorsk i Berings hav och Alaskagolfen, medan krabbfisket skedde på vinterhalvåret. Fartyget köptes år 2008 av Scandies Rose Fishing Company i Bremerton, Washington och döptes därmed om till Scandies Rose. Hon deltog i kustbevakningens säkerhetsundersökningsprogram år 2018, eftersom det krävdes vartannat år. Vid det tillfället noterades inga brister eller kommentarer. Scandies Rose hade licens att fiska med tinor i Berings hav efter trollkrabbor, snökrabbor och stillahavstorsk.
Fartyget ägdes av tre personer, en var majoritetsägare (50,2 %) och de två andra var mindre delägare (30 % respektive 19,8 %). Majoritetsägaren ansvarade för fartygets finanser och tog beslut om alla inköp till fartyget. Kaptenen ansvarade för fisket samt för båten när den befann sig på havet. Fartyget sköttes i sin tur av ett förvaltningsföretag bestående av majoritetsägaren i skeppet samt en fartygsförvaltare. Fartygsförvaltaren hade jobbat som kock ombord Scandies Rose innan hon blev förvaltare. Hon anställde besättningsmännen efter att kaptenen hade granskat dem, köpte in utrustning till fartyget, ansvarade för att hålla koll på fartygets planerade varvsunderhåll och registrerade fartygets EPIRB hos NOAA.
Fartygets kapten Gary Cobban Jr. var enligt före detta besättningsmän en "bra kapten" samt "förvånansvärt säkerhetsmedveten", säkerhetsövningar på båten ansågs vara bättre än på andra fiskefartyg de varit anställda på. Fartyget hade även regler som förbjöd alkohol och droger ombord. En före detta besättningsman beskrev Scandies Rose som en "pansarvagn", därav smeknamnet "the Tank", på grund av de tuffa väderförhållanden fartyget kunde klara av. Enligt en annan besättningsman var fartyget en "stor båt" som kunde "tränga sig fram" igenom tuffa väderförhållanden som andra fartyg inte kunde klara av. Området där Scandies Rose bedrev sitt fiske, kring Aleuterna och närliggande områden, är ökända som några av de farligaste farvattnen i Nordamerika. Reformer som genomförts för att göra fiskeyrket säkrare, samt för att bevara hotade fiskevatten, hade skärpt kraven för licensiering av fiskebåtar. Det fanns därför färre fiskebåtar ute till havs och de blev mer utelämnade.

## Konstruktion

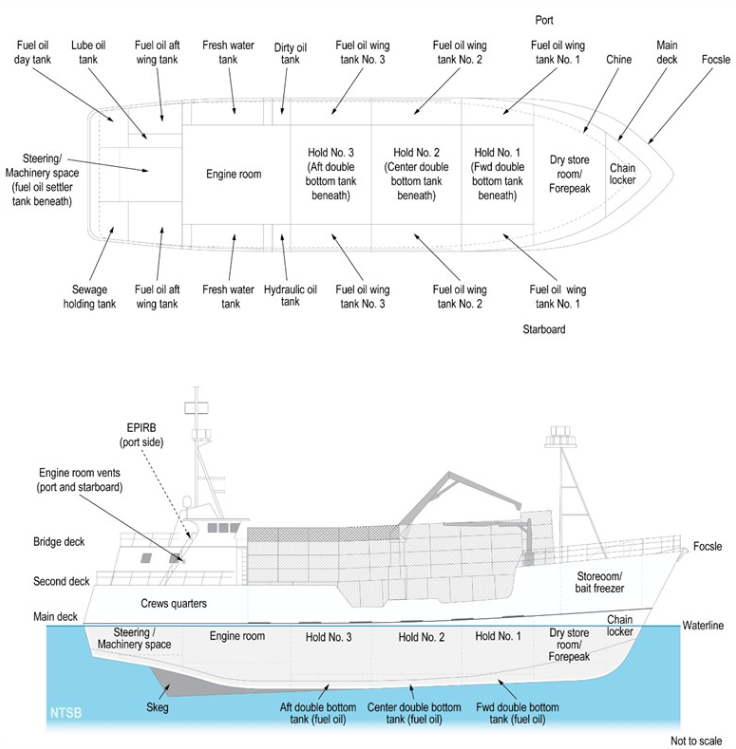
En ritning av Scandies Rose som hon såg ut vid sin sista färd.

Krabbfiskefartyget Scandies Rose hade en bruttodräktighet på 195 GT och en nettodräktighet på 132 GT. Hon var 35,5 meter lång (39,6 meter  över allt), med en största bredd på 10,4 meter och ett djupgående på 3,4 meter. Hon byggdes år 1978 av Bender Shipbuilding i Mobile, Alabama och färdigställdes samma år. Fartyget hade licens att bedriva tinfiske i Berings hav efter trollkrabbor, snökrabbor och stillahavstorsk. På sommarhalvåret var hon en tenderbåt inom laxfisket i Berings hav och Alaskagolfen. Hon hade tillstånd att lasta 208 tinor.

### Underhåll
Scandies Rose underhölls varje år mellan fiskesäsongerna, på grund av hennes låga dräktighet var hon dock inte skyldig att regelbundet torrdockningsbesiktigas. Scandies Rose ägare valde i stället att ha sitt eget tidsschema och inspekterade skeppet i torrdocka vartannat år. Under dessa inspektioner målades skeppet om och offeranoderna byttes ut. Även drivlinan inspekterades och reparerades. År 2003 undersöktes fartyget för att se till att skrovet inte hade förtunnats. Sådana tester, så kallade UTM-tester, krävs dock inte för fiskefartyg. Inspektören som anlitades av Scandies Rose ägare ansåg att skrovet var "i mycket gott skick". År 2012 genomförde man även UTM-tester på bränsletankarna, där man hittade mindre gropar som reparerades med svetsning. Havsinspektören talade om för marinundersökningsnämnden (Marine Board of Investigation) att han hade genomfört fler inspektioner på Scandies Rose än på något annat fartyg.

### Layout
Scandies Rose var förstärkt i fören med 15,9 mm tjockt stål, medan skrovet och däcket hade stålbeläggning på 12,7 mm. Längst fram i fören fanns betesfrysen på babords sida och en verkstad på styrbords sida. Akterut låg fiskedäcket som hade ett förhöjt slitdäck i lövträ. Längre akterut låg däckshuset, som bestod av tre nivåer. Huvuddäcket hade störst bredd och inrymde ett kök, ett elrum, samt logi för besättningen. Det andra däcket, ovanför huvuddäcket, var ett smalare däckshus med logi- och bruksutrymmen. Akterut låg vädergalleriet med stegar som ledde uppåt på både babords och styrbords sidor. Det tredje däcket var också smalare och inrymde navigationsbryggan och ett öppet väderdäck akterut.
Kommandobryggan hade tre manöverstationer, babord, styrbord, och mitt, styrbordsstationen var även huvudstation varifrån man  styrde fartyget). Huvudstationens fönster var utrustade med fönstervärmare för att smälta bort den is som bildades. Den var även utrustad med två radarsystem, navigerings- och positioneringsutrustning, manövreringsreglage, kommunikationsutrustning, maskininstrument och larmpaneler. Fartyget var försedd med en barometer för att mäta atmosfärstryck, samt en anemometer (vindmätare).
Under huvuddäcket fanns det även en barlasttank i fören, följt av ankarboxen och ett torrförråd. Längre bak fanns tre krabbtankar och akter om dessa fanns fartygets maskinrum och maskinutrymme. Det aktersta utrymmet inrymde fartygets styrmaskin. I botten av fartyget längs med skrovet fanns tre stycken bränsletankar.

## Händelseförlopp

### Förberedelser
Den 29 december 2019 förberedde kaptenen och besättningen Scandies Rose för avresa från hamnen Cannery Row i Kodiak, Alaska. De avsåg att delta i torskfisket i Berings hav, som tilläts från och med den första januari. Besättningen arbetade under natten med att lasta och binda fast 195 stycken tinor, färre än maxantalet på 208 tinor. Tinorna var 2,1 meter långa, 2,4 meter breda och 80 cm höga. Bland besättningen fanns kaptenens son, David Cobban. Den 30 december förberedde besättningen fartyget för havet och såg till att allt satt fastspänt. Fartyget flyttades sedan till en bränslekaj där hon bunkrade diesel och fyllde på dricksvatten. Kapten Gary Cobban Jr. genomförde säkerhetsövningar, som inkluderade diskussioner kring brandsläckningssystemet i maskinrummet, placeringar av livflottar, samt fartygets radiofyr för lokalisering av nödställda. Besättningen instruerades i hur de skulle signalera mayday genom utrustningen ombord. I intervjuer med de två besättningsmännen som överlevde ansåg båda att kaptenens genomgång var mycket grundlig. Säkerhetsgenomgången dokumenterades och skrevs under av alla ombord och skickades sedan via SMS till fartygschefen. Besättningen och kaptenen diskuterade även vädret för den bestämda rutten. Enligt en av överlevarna använde besättningen väderappen "Windy" för att få väderuppdateringar. National Weather Service (NWS) sjöväderrapporter mottogs över skeppsradion. Precis innan Scandies Rose avgick så skickade NWS ut en kulingvarning samt varning för kraftig nedisning. Båda överlevarna uppgav att besättningen och kaptenen var väl medvetna om att vädret skulle vara dåligt.

### Färd
Klockan 20:35 den 30 december avgick Scandies Rose från kajen med  kaptenen vid rodret. Hon färdades nordöst genom hamnkanalen, under Near Island-bron och svängde sedan nordväst cirka en timme senare. Hon navigerade genom Narrow Strait, ett sund mellan Spruce Island och Kodiak. Hon färdades sedan mot väst genom sundet Whale Passage. Vid detta laget höll hon i snitt mellan 9 och 10 knop FÖG (fart över grund). När fartyget inte fiskade använde kaptenen och besättningen ett arbetsschema där kaptenen styrde båten i sex timmar, och varje besättningsman styrde båten i en timma var. Var tolfte timme började rotationen om på nytt. Klockan 02:00 den 31 december så lämnade hon Kupreanofsundet, och fortsatte sedan in i Shelikofsundet. Hon svängde babord och höll en sydvästlig kurs längs med Kodiaköns kust. Färden fortsatte längs med Aleuthalvön, för att sedan gå förbi byn False Pass och därefter in i Berings hav.
Mellan 02:00 och 08:00 följde besättningen tidsschemat. Båda överlevarna berättade att trots att de var trötta efter att ha jobbat hårt med att förbereda båten dagarna dessförinnan, så kände de att de fick möjlighet att vila och sova när båten väl var igång. Efter att varje besättningsman avslutat sitt skift gick de in i maskinrummet för att kontrollera att motorn och hjälputrustningen fungerade som de skulle. Enligt en av överlevarna hade vädret blivit sämre natten innan, med både vind och vågor över fören på styrbords sida. Han noterade även att "några" vågor hade slagit över fören och att is "växte" på tinorna. Den andra överlevaren noterade att han hade sett över 2,5 cm is innanför tinorna samt över 5 cm is på fartygets räcken. Då Scandies Rose vid detta laget inte hade någon slagsida ansåg de inte att isen krävde borthuggning.

#### Kontakt medF/V Amatuli
Klockan 08:00 den 31 december började kaptenen sitt skift vid rodret och fortsatte i en sydvästlig riktning, 240 grader, med en hastighet av 8 knop. Klockan 11:18 befann sig fartyget cirka 14,7 sjömil väster om Cape Ikolik på Kodiakön. Kaptenen kontaktade skeppet F/V Amatuli vars kapten  var majoritetsägare i Scandies Rose. De pratade i cirka 12 minuter. Amatuli var på väg mot Dutch Harbor, för att sedan kunna åka tillbaka till Berings hav och fortsätta fiska. Hon befann sig vid det här laget cirka 13,9 sjömil öster om Unimak Pass. Kaptenen på Amatuli talade om för kapten Cobban Jr. att fartyget sökt skydd för vädret i Unimakbukten. När kapten Cobban Jr frågade om bra att söka skydd på, berättade han att det fanns "bokstavligen hundratals platser" att söka skydd på. Innan samtalet var slut så rapporterade kapten Cobban Jr. att det var "mycket kallt", att skeppet upplevde mild isbildning och att sjöförhållandena var dåliga.

### Försämrade väderförhållanden

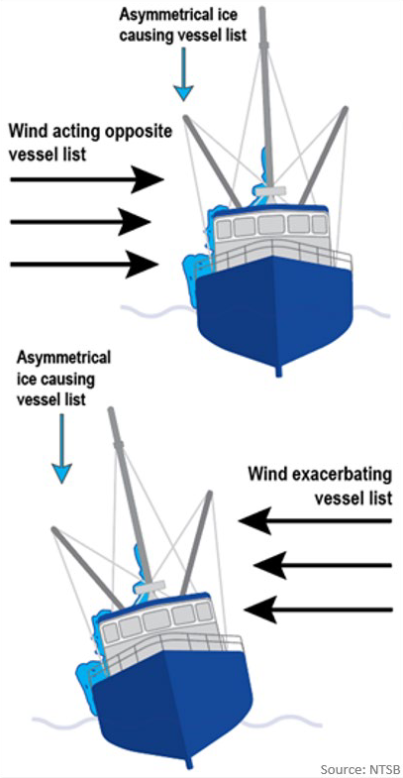
Diagram som visar isbildningen på F/V Scandies Rose styrbord sida, samt hur williwawvindarna stabiliserade fartyget när de kom från styrbord sida.

Klockan 14:00 fortsatte Scandies Rose på samma kurs och kaptenen avslutade sitt skift, i enlighet med tidsschemat. De kommande sex timmarna styrde besättningen båten enligt tidsschemat. Kursen förändrades inte, men hastigheten sjönk till 6,5 knop. "Överlevare 1" (Ö1) berättade att motorerna på fartyget höll samma varvtal som tidigare. Vinden och vädret "blev mer våldsamt, och blev värre och värre under dagen", enligt "Överlevare 2" (Ö2). Han sa också att fartyget "bockade" in i havet, vilket i sin tur ledde till att mer is bildades. Vid klockan 19:15 hade Ö1 sitt skift och väckte då kaptenen för att diskutera de försämrade väderförhållandena, isbildningen på fartyget och dess tinor, samt en slagsida på styrbord sida med cirka 2 grader. De övervägde att sänka hastigheten och göra en kursändring för att begränsa isbildningen. Ö1 frågade kaptenen om han borde väcka resten av besättningen för att gå ut och slå sönder isen. I slutändan så valde kaptenen att fortsätta på samma kurs och att inte väcka besättningen. Däremot så anropade han fartygets maskinist. Ö1 antog att detta hade att göra med bränsleöverföring, vilket var vanligt. Ö1 berättade för utredare att kaptenen sa att vädret var för dåligt för att besättningen skulle gå ut och hugga is, och att de skulle vänta med det tills Scandies Rose befann sig i "skyddade vatten".

#### Kaptenens telefonsamtal
Efter att kaptenen tagit över nästa skift och innan han lämnade kommandobryggan noterade Ö1 isbildningen på fartygets tinor. Han berättade att alla tinor var "glaserade" med is. Tinorna på styrbord hade mer is på sig, med vad han uppskattade var cirka 5 cm tjock is. Näten på insidan av tinorna var också belagda med is. Efter klockan 20:00 ringde kapten Cobban Jr. flera personer. Först ringde han en vän i North Carolina och önskade henne ett gott nyår. Enligt henne hade han sagt till henne att fartyget hade "isbildning och slagsida". Hon ansåg inte att han lät oroad, och han nämnde att han "behövde gå och lägga sig på ett säkert ställe". 20:12 ringde kaptenen återigen sin affärspartner och medkapten ombord F/V Amatuli. Scandies Rose befann sig vid det här laget cirka 7 sjömil nordost om Sutwik Island, och Amatuli 5,2 sjömil nordost om Ulakta Head, och förberedde sig för att närma sig Dutch Harbor. De två kaptenerna diskuterade vädret och Scandies Roses förhållanden. Kaptenen för Amatuli påminde kapten Cobban Jr. om att vara varsam. Efter olyckan sa kaptenen för Amatuli att kapten Cobban Jr. var "antagligen den mest erfarna kapten jag någonsin träffat".
Klockan 20:37 befann sig Scandies Rose cirka 4,8 sjömil öst om Sutwik Island, och bibehöll den planerade kursen. Kaptenen ringde medkaptenen på Pacific Sounder. De hade känt varandra sedan nio år tillbaka och fiskat inom samma kooperativ. Pacific Sounder fiskade torsk i Berings hav när samtalet mottogs och kaptenen hade precis lagt ner sina tinor medan besättningen bröt loss den is som bildats på skeppet. Kapten Cobban Jr. sa att isbildningen på Scandies Rose var grov, samt att han var oroad för slagsidan som nu var 20-gradig. Han nämnde även att vindarna nu var västliga och mellan 60 och 70 knop, och att det var för farligt för att skicka ut besättningen för att hugga bort isen. Han försökte att hitta skydd bakom Sutwik Island, men var nervös då havsbottnen inte var kartlagd där. Kapten Cobban Jr. nämnde även att hans fartyg hade fått nya stabilitetsinstruktioner och att han hade 195 tinor på fartyget. Kaptenen på Pacific Sounder berättade sedan för utredare att han reagerade på faktumet att Scandies Rose hade 195 tinor och befann sig i förhållanden med så pass mycket havsstänk, men att kapten Cobban Jr. hade fått en ny stabilitetsrapport som han tydligen var bekväm med. De diskuterade även julsäsongen och att kapten Cobban Jr. hade köpt fler aktier i Pacific Sounder. Kaptenen ombord på Pacific Sounder sa i efterhand att "det inte verkade vara så illa", med tanke på konversationens avslappnade ton. Klockan 21:10 avslutade kaptenen på Pacific Sounder samtalet för att fixa en generator i maskinrummet.

#### Ändrad kurs
Klockan 21:14 visade AIS på att Scandies Rose befann sig cirka 2,1 sjömil söder om Sutwik Island. Fartyget ändrade kurs med cirka 50 grader styrbord, saktade ner hastigheten till 6 knop och satte en nordvästlig kurs i riktning mot den södra viken på Sutwik Island. Efter att kaptenen på Pacific Sounder fixat generatorn i maskinrummet ringde han Scandies Rose. Kaptenen berättade att kapten Cobban Jr.s "ton var annorlunda" från deras tidigare samtal. Kapten Cobban Jr. sa att "han inte visste hur det här skulle gå" och att fartygets "slagsida har blivit mycket värre". Enligt kaptenen ombord på Pacific Sounder hade han aldrig hört kapten Cobban Jr. låta så stressad som då.

### Kapsejsning
Vid samma tid vilade båda överlevarna i hytten på däcket under kommandobryggan. Båda två väcktes då av en plötslig skakning samt att slagsidan blivit ännu värre. Ö1 hoppade ut ur kojen i panik och sprang upp på övervåningen. "Jag visste direkt att något var fel" och när han ropade till kaptenen "Vad händer?" fick han svaret "Jag vet inte, jag vet inte... Jag tror att vi sjunker", berättade han i en intervju. Larmet på båten var vid det laget inte igång, och ingen annan utrustning ombord slog larm. Ö1 ropade till Ö2, som han delade hytt med, att båten höll på att sjunka. Enligt Ö1 pratade kaptenen med kaptenen ombord Pacific Sounder vid det här laget. Ö1 var den första besättningsmannen som kom upp på kommandobryggan, med Ö2 hack i häl. Ö2 letade fram överlevnadsdräkter och började dela ut dem. De fyra andra besättningsmännen anlände till kommandobryggan strax därefter. De försökte att få på sig överlevnadsdräkterna medan fartyget hade hård slagsida åt styrbord, enligt Ö1 var situationen "ren mani". Han lyckades att få på sig halva dräkten och gick ut från kommandobryggan via dörren på babords sida. Ö2 hade svårt att få på sig dräkten då fartygets slagsida var så pass extrem att stolen som han använde för att få balans bröts av varefter han gled ner längs med golvet. Han lyckades att klättra upp och ta sig ut genom dörren på babords sida. Ö2 fick på sin dräkt genom att luta sig mot fartygsskottet och hjälpte Ö1 med att få på sin. De höll sig nära varandra samtidigt som skeppet kantrade. Enligt Ö2 "fanns det inget sätt att rädda fartyget med alla dessa tinor ombord" och "[slagsidan] förvärrades mer och mer". Kort därefter slocknade alla lampor ombord.

### Förlisning
Klockan 21:55 skickade kapten Cobban Jr. ut ett nödmeddelande på frekvensen 4125 kHz, "Mayday, mayday, mayday... Scandies Rose, Scandies Rose, Scandies Rose... vi kantrar under gång." Fartygets position var även inkluderad i nödmeddelandet. Kustbevakningens bas i Kodiak, Coast Guard Communication Command Detachment (COMDET), mottog anropet och försökte att etablera kommunikation med fartyget, men lyckades inte. Ö2 "hörde knappt kustbevakningens radiooperatör genom radion innan den bröts" medan han och Ö1 befann sig utanför. Båda besättningsmännen försökte att hitta en tamp för att hjälpa de andra, som var fast i kommandobryggan, men "alla tampar hade frusit med is på". De fortsatte att stanna på fartyget och ropade åt de andra att klättra upp och ut genom dörren. En besättningsman lyckades ta på sig överlevnadsdräkten, men inte att ta sig ut från kommandobryggan. Scandies Rose låg nu på styrbords sida i vattnet och började sjunka. De två besättningsmännen hade beslutat att stanna ombord så länge som möjligt för att sedan hålla sig nära varandra i vattnet, men en våg drog dem med sig i havet. Det är okänt om den tredje besättningsmannen eller de andra lyckades ta sig ut innan fartyget sjönk, men inga av dessa hittades i sök- och räddningsoperationerna.

#### Ombord på  livflotten
Ö1 och Ö2 separerades och flöt i nio meter höga vågor i ungefär 20 minuter innan Ö1 såg ljus från en  livflotte som släppts automatiskt medan fartyget sjönk. Han simmade "några hundra meter" till  livflotten och klättrade ombord. Väl ombord började han att ropa efter Ö2, som efter några minuter hörde ropen. Ö2 simmade till Ö1 och lyckades också klättra ombord. Efter ett tag såg de lampan från den andra livflotten, som också släppts automatiskt. De övervägde att simma över till den andra flotten då lampan på deras egen flotte hade slutat att fungera samt att det var havsvatten i botten på flottan, men beslutade att inte utmana ödet. Efter en timma hittade de utrustningspaketet ombord. Paret hade svårt att öppna paketet eftersom dräkterna minskade fingerfärdigheten, men lyckades till slut och sköt därpå upp flera nödbloss. De såg inga fartyg.

### Räddning av kustbevakningshelikopter
Cirka fyra timmar efter att ha lämnat fartyget såg de två överlevarna vad de först trodde var mastljuset på den andra  livflotten, men vad som i själva verket var en kustbevakningshelikopter. Då de hade slut på nödbloss och lampan ombord var trasig sedan tidigare, använde de sig i stället av en ficklampa för att signalera. Efter att ha genomsökt den första flotten märkte helikoptern ljuset från ficklampan. Klockan 02:08 den första januari började helikopterteamet hissa upp de två överlevarna. De assisterades båda av en räddningssimmare. Vädret var så dåligt att simmaren behövde avisa sina glasögon mellan räddningarna. Avståndet ut till platsen där överlevarna befann sig var så pass långt att det gränsade till helikopterns räckvidd, och helikopterns auxiliary power unit (APU) stängdes av för att den skulle kunna flyga tillbaka. APU:n drev även värmesystemet i helikoptern, vilket utsatte överlevarna för risk för hypotermi. Efter att ha landat på Air Station Kodiak transporterades överlevarna till lokalsjukhuset för hypotermibehandling. De kunde lämna sjukhuset samma dag.

## Räddningsinsats

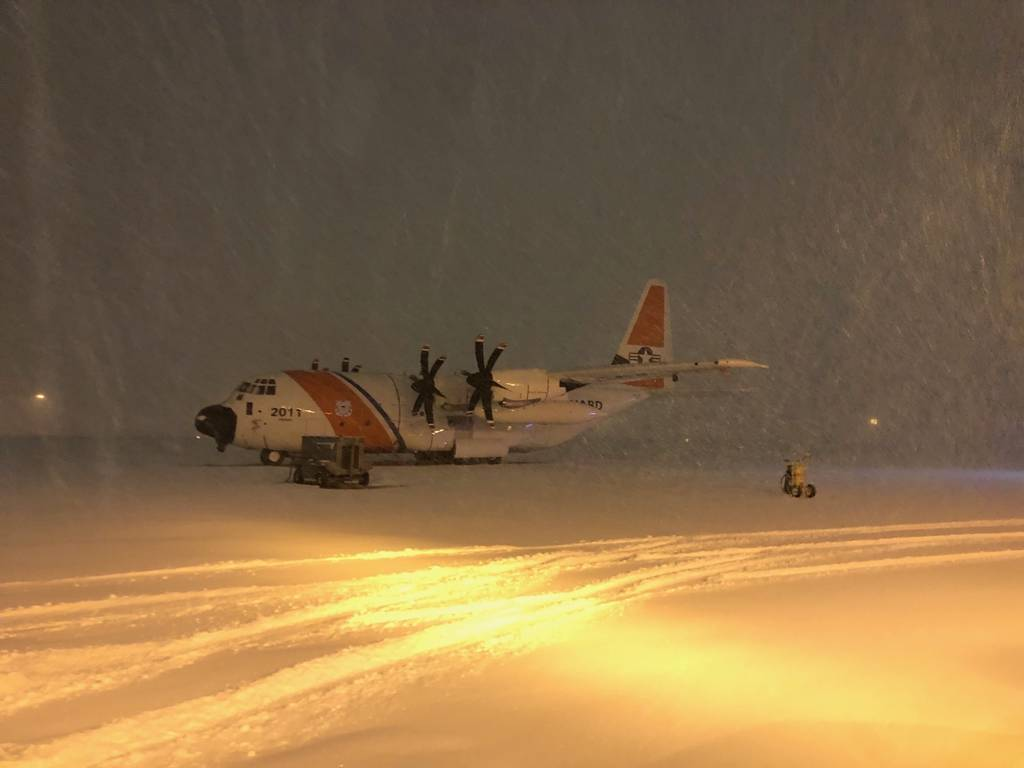
Ett CG-130-flygplan väntar i Anchorage tidigt på morgonen den första januari 2020 för att delta i en Search and Rescue efter F/V Scandies Rose.

Kustbevakningens bas i Kodiak, Coast Guard Communication Command Detachment (COMDET), mottog Scandies Roses nödsignal på kortvåg klockan 21:55. COMDET meddelade i sin tur kustbevakningens Distrikt 17, som i sin tur skickade vidare informationen till sektorn i Anchorage. Efter ett flertal misslyckade försök att etablera kommunikation med fartyget skickade kustbevakningen ut ett meddelande på både kortvåg (HF) och VHF om fartygets position och situation, en så kallad Urgent Marine Information Broadcast (UMIB). UMIB:en begärde att alla fartyg skulle hålla utkik och rapportera in eventuella iakttagelser. Kustbevakningen använde sedan satellittelefon för att meddela fartyget Ruff N Ready, som ankrat cirka 21 sjömil  bort. Vädret var vid det här laget så pass dåligt att Ruff N Ready inte kunde riskera att hjälpa till i sökandet.

### Kustbevakningens Search-and-Rescue
Klockan 23:30 lyfte en MH-60 Jayhawk räddningshelikopter från basen i Kodiak för att utföra Search and Rescue runt platsen där Scandies Rose befunnit sig innan radiokommunikationen bröts. Avlägsenheten och det dåliga vädret längst rutten försvårade situationen ytterligare för besättningen ombord på helikoptern, vilket resulterade i att planeringen av rutten tog längre tid, samt att helikoptern behövde fyllas på med mer bränsle än vanligt. Minuter efter att helikoptern lyft anropade Distrikt 17 kustbevakningens kutter Mellon, som patrullerade nära Dutch Harbor. Besättningen ombord på Mellon gav en beräknad ankomsttid till platsen där Scandies Rose miste kommunikation med kustbevakningen på cirka 20 timmar. Medan MH-60 och kuttern var på väg satte kustbevakningen även in en C-130 från Joint Base Elmendorf–Richardson, en bas belägen i Anchorage. C-130:an hade som roll att assistera sökandet samt att agera som kommunikationsplattform.

#### Räddning
I ett offentligt förhör efter räddningsinsatsen berättade befälhavaren på MH-60 helikoptern att han "förväntat sig dåligt väder" medan han och hans besättning planerade rutten, men att "det vi fick var mycket värre". Det tog helikoptern cirka 2,5 timmar att flyga de 274 kilometrarna till platsen där Scandies Rose befunnit sig. Han beskrev det som "den mest utmanande flygningen i hela sin karriär". Helikoptern började att leta efter fartyget och eventuella personer i vattnet. Den tog sig först fram till en tom livflotte, men såg därefter en livflotte där överlevarna viftade med en ficklampa. De hissade upp överlevarna en i taget och åkte sedan direkt tillbaka till basen eftersom bränslet började ta slut. C-130:an fortsatte att leta efter fler överlevare i området, samtidigt som den sände ut UMIB-signaler.

#### Letandet efter fler överlevare

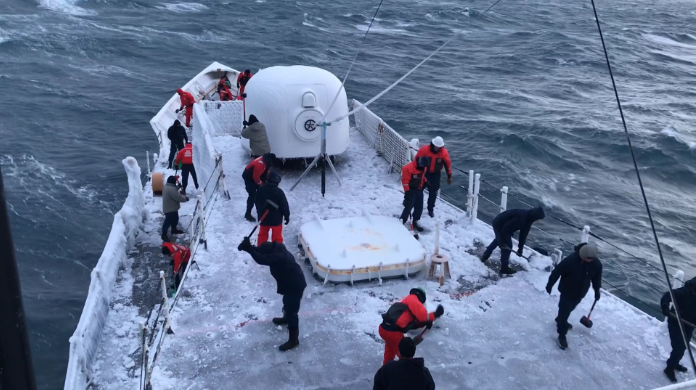
Besättningsmän ombord kustbevakningens kutter Mellon bryter upp den is som lagt sig på fören. Bilden är tagen den första januari, under räddningsinsatsen.

Klockan 03:40 landade räddningshelikoptern med de två överlevarna i flygbasen vid Kodiak. Kustbevakningen förhörde de två, som berättade att de hade sett Scandies Rose sjunka, att fartyget hade två livsflottar, samt att de bara sett en annan besättningsman som lyckats få på sig sin överlevnadsdräkt. De hade inte sett besättningsmannen i havet. 20 minuter efter att helikoptern landat så flög en annan räddningshelikopter iväg för att delta i sökinsatsen och leta efter fler överlevare. Genom att använda sig av rapporter om väderförhållandena på plats kunde kustbevakningen skapa flera uppskattningar om var överlevare kunde befinna sig. Under förmiddagen och eftermiddagen på nyårsdagen skickades flera räddningshelikoptrar iväg för att delta i sökandet. Det första C-130 flygplanet avlöstes av ett annat C-130 från Anchorage. Kuttern Mellon kom fram till platsen klockan 16:15 och började delta i räddningsinsatsen, 3 timmar tidigare än förväntat. Kaptenen ombord Mellon rapporterade till kustbevakningen att de behövde avsluta sökningsarbetet före solnedgången (17:01) eftersom 5-7 cm (2-3 inches) tjock is bildats på däcket under resan, samt att de behövde styra 40 grader utanför den bestämda kursen på grund av vindar och vågor.

#### Räddningsinsatsens avslut
Totalt använde kustbevakningen tre stycken MH-60 helikoptrar, två stycken C-130 flygplan och en kutter för att söka igenom 3 625 kvadratkilometer (1 400 square miles). Klockan 18:08 den första januari 2020, cirka 20 timmar efter att ha mottagit nödsamtalet från Scandies Rose, avbröt kustbevakningen räddningsinsatsen. Flygmaskinerna återvände till sina baser medan kuttern började patrullera igen.

## Följder

### Utredning
USA:s kustbevakning meddelade den 28 februari 2021 att de skulle sammankalla en marin utredningsnämnd kring Scandies Roses förlisning. Kustbevakningens första planerade offentliga förhör skulle hållas mellan den 8 och 18 september 2020, men sköts upp på grund av coronaviruspandemin. Utredningen skedde gemensamt mellan kustbevakningen och den amerikanska haverikommissionen (NTSB). Ett offentligt förhör genomfördes under tio dagar. Den 5 mars avslutade utredningen sitt offentliga förhör för att granska och överväga bevisen. 43 vittnen gav vittnesmål om förhållandena som påverkade fartyget och besättningen före samt vid olyckan. Vittnesmålen fokuserade på väderförhållanden, fiskeyrket, fartygets skick, organisationsstrukturer samt kustbevakningens regler för fartygsdesign och inspektioner. Förhöret skedde via tjänsten Zoom på grund av coronaviruspandemin. NTSB gick ut med sju säkerhetsrekommendationer den 29 juni 2021 i och med utredningen kring Scandies Rose. Av totalt sju rekommendationer riktades fyra till den amerikanska kustbevakningen, en till Norra Stilla havets fiskarfartygsägarförening, en till USA:s federala vädermyndighet och en till den nationella vädertjänsten. NTSB underströk även två rekommendationer som tidigare utfärdats till kustbevakningen.

#### Utfärdade säkerhetsrekommendationer
Till Kustbevakningen:
- Genomför en studie för att utvärdera hur fartyg påverkas av asymmetrisk isbildning och meddela resultaten till sjöfartsindustrin, exempelvis genom en säkerhetsvarning.[16]
- Baserat på tidigare nämnda studie, revidera stabilitetsriktlinjer för fiskefartyg med hänsyn till isbildning både på fartyget och i tinorna.[16]
- Revidera Title 46 Code of Federal Regulations 28.530 för att kräva att stabilitetsriktlinjer inkluderar mängden isbildning som använts för att beräkna riktlinjerna.[16]
- Utveckla ett tillsynsprogram för att granska stabilitetsriktlinjerna för kommersiella fiskefartyg som inte är skyldiga att ha ett lastlinjecertifikat.[16]

Till Norra Stilla havets fiskarfartygsägarförening:
- Meddela era medlemmar om detaljerna kring Scandies Rose-olyckan, mängden is som antas när stabilitetsriktlinjer görs, samt farorna med isbildning.[16]

Till USA:s federala vädermyndighet:
- Öka antalet observationsresurser för att förbättra lokala väderprognoser vid Sutwik Island- och Chignikbukten-området i Alaska.[16]

Till nationella vädertjänsten:
- Sätt er hemsida för fryssprayprognoser i drift och främja dess användning i branschen.[16]

#### Slutsatser
Enligt NTSB:s rapport så fastställdes den troliga orsaken till fartygets kapsejsning. Orsaken var felaktiga stabilitetsriktlinjer för fartyget, vilket resulterade i att fartygets stabilitetsmarginal blev mycket låg. Detta i kombination med den tunga asymmetriska isbildningen som orsakats på grund av lokala väderförhållanden som var mer extrema än vad prognoserna förutsett, ledde till att fartyget kapsejsade och sjönk. Enligt rapporten agerade kaptenen rimligt, och på grund av att stabilitetsriktlinjerna var inkorrekta var han inte medveten om att fartyget löpte större risk att kapsejsa med mindre marginal. De bedömde därför att kaptenens beslut inte låg till grund för kapsejsningen. Enligt en rapport av USA:s kustbevakning beskrevs dock olyckan som förebyggbar, då fartyget hade tyngre tinor än vad stabilitetsriktlinjerna var utformade för, samt att extra bete förvarades ovanpå tinorna högst upp.

### Andra påföljder
Enligt flera skeppsarkitekter i delstaten Washington fanns det allvarliga brister i de federala föreskrifter som reglerar krabbfiskebåtar i Alaska. Enligt skeppsarkitekterna underskattade kustbevakningen hur mycket isbildning som kan ske på ett fartyg och tog inte hänsyn till att isen kan formas asymmetriskt på skeppet samt att tjock is kan bildas innanför tinorna. Detta ledde i sin tur till att fartygets stabilitetsriktlinjer inte stämmer överens med hur fartyget påverkas i tuffa förhållanden med mycket isbildning. De två överlevarna och de fyra besättningsmännens familjer stämde Scandies Roses ägare. Målet slutade i en förlikning på mer än nio miljoner dollar.

#### Inslag i populärkultur
Scandies Roses förlisning uppmärksammades av TV-programmet Dödlig fångst, då det inträffade under inspelningen av den sextonde säsongen i serien. Även om fartyget aldrig hade varit med i serien så var både kaptenen och besättningsmän vänner med flera deltagande i programmet, ett resultat av den täta gemenskapen som finns bland fiskare i norra Alaska. Avsnittet skakade om programmet, då man vanligtvis får följa deltagarna som är fokuserade på sin fångst, men i stället fick ta del av deras sörjande. I avsnitten håller fiskarna en minnesstund för de besättningsmän som förlorats till havs.